# ایموجین هسل
ایموجین هسل (انگلیسی: Imogen Hassall؛ ۲۵ اوت ۱۹۴۲ – ۱۶ نوامبر ۱۹۸۰) بازیگر و مدل اهل بریتانیا بود.
از فیلم‌ها یا برنامه‌های تلویزیونی‌ای که او در آن‌ها نقش داشته است، می‌توان به ترغیب‌گران!، فردا، فشار زمان، شیرفروش، نورمن در فضا، ال کندور و باکره و کولی اشاره کرد.